# Freestyle ai XX Giochi olimpici invernali
Le gare di freestyle ai XX Giochi olimpici invernali si sono svolte dall'11 al 23 febbraio 2006 sulle piste di Sauze d'Oulx-Jouvenceaux, a Sauze d'Oulx.

## Gare maschili

### Gobbe
Sauze d'Oulx Jouvenceaux - 15 febbraio 2006
| Pos. | Atleta            | Nazione     | Punti |
| ---- | ----------------- | ----------- | ----- |
| 1    | Dale Begg-Smith   | Australia   | 26,77 |
| 2    | Mikko Ronkainen   | Finlandia   | 26,62 |
| 3    | Toby Dawson       | Stati Uniti | 26,30 |
| 4    | Marc-Andre Moreau | Canada      | 25,62 |
| 5    | Jesper Bjoernlund | Svezia      | 25,21 |
| 6    | Jeremy Bloom      | Stati Uniti | 25,17 |

### Salti
Sauze d'Oulx Jouvenceaux - 20 e 23 febbraio 2006
| Pos. | Atleta             | Nazione     | Punti  |
| 1    | Xiaopeng Han       | Cina        | 250,77 |
| 2    | Dzmitryj Daščynski | Bielorussia | 248,68 |
| 3    | Vladimir Lebedev   | Russia      | 246,76 |
| 4    | Aljaksej Hryšyn    | Bielorussia | 245,18 |
| 5    | Kyle Nissen        | Canada      | 244,91 |
| 6    | Warren Shouldice   | Canada      | 239,70 |

## Gare femminili

### Gobbe
Sauze d'Oulx Jouvenceaux - 11 febbraio 2006
| Pos. | Atleta        | Nazione   | Punti |
| 1    | Jennifer Heil | Canada    | 26,50 |
| 2    | Kari Traa     | Norvegia  | 25,65 |
| 3    | Sandra Laoura | Francia   | 25,37 |
| 4    | Sara Kjellin  | Svezia    | 24,74 |
| 5    | Aiko Uemura   | Giappone  | 24,01 |
| 6    | Nikola Sudova | Rep. Ceca | 23,58 |

L'italiana Deborah Scanzio si è classificata nona

### Salti
Sauze d'Oulx Jouvenceaux - 19 e 22 febbraio 2006
| Pos. | Atleta        | Nazione     | Punti  |
| 1    | Evelyne Leu   | Svizzera    | 202,55 |
| 2    | Nina Li       | Cina        | 197,39 |
| 3    | Alisa Camplin | Australia   | 191,29 |
| 4    | Nannan Xu     | Cina        | 191,23 |
| 5    | Oly Slivets   | Bielorussia | 177,75 |
| 6    | Xinxin Guo    | Cina        | 174,85 |

## Medagliere per nazioni
| Pos. | Paese       | Oro | Argento | Bronzo | Totale |
| ---- | ----------- | --- | ------- | ------ | ------ |
| 1    | Cina        | 1   | 1       | 0      | 2      |
| 2    | Australia   | 1   | 0       | 1      | 2      |
| 3    | Canada      | 1   | 0       | 0      | 1      |
|      | Svizzera    | 1   | 0       | 0      | 1      |
| 5    | Bielorussia | 0   | 1       | 0      | 1      |
|      | Finlandia   | 0   | 1       | 0      | 1      |
|      | Norvegia    | 0   | 1       | 0      | 1      |
| 8    | Francia     | 0   | 0       | 1      | 1      |
|      | Russia      | 0   | 0       | 1      | 1      |
|      | Stati Uniti | 0   | 0       | 1      | 1      |